# Eva Hild
Eva Sofia Hild, född 11 november 1966 i Lidköping, är en svensk keramiker och skulptör.

## Biografi
Eva Hild är uppvuxen i Borås och utbildade sig på Högskolan för Design och Konsthantverk i Göteborg 1991–1994 och 1996–1998 samt på Gerlesborgsskolan 1994–1995. Hennes första soloutställning var på Galleri Inger Molin i Stockholm  2000. 
Eva Hild gör framför allt skulpturer i vit eller svart stengodslera. De har organiska, non-figurativa former och rör sig mellan inre och yttre rum. Skulpturerna kan också beskrivas som "eleganta topologiska former som påminner om minimala ytor eftersom ytorna i grunden har en hyperbolisk geometri".
Eva Hild är representerad vid bland annat Nationalmuseum i Stockholm samt vid Skulpturenpark Waldfrieden i Wuppertal. Hon bor och arbetar i Sparsör i Borås kommun. År 2021 tilldelades hon Västra Götalandsregionens kulturpris.
Eva Hilds konstverk "Binär" var föremål för det så kallade Wikimedia målet (HD Ö 849/15).

## Offentliga verk i urval
- Concrete elements (2003), torget i Koppom
- St Eriks (2003), keramisk skulptur och väggutsmyckning, S:t Eriks ögonsjukhus i Stockholm
- Hålrum (2006-08), skulptur i patinerad brons, utanför Campus Varberg i Varberg
- Whole (2007), skulptur i vitmålad brons, Cheong-ju i Sydkorea
- Wholly (2010), skulptur i aluminium, vid Torggatan i centrala Borås. Med denna fyra meter långa utomhusskulptur medverkade Eva Hild vid Borås internationella skulpturfestival 2010.
- Irruption, brons (2011), Skulpturenpark Waldfrieden i Wuppertal i Tyskland
- Binär, aluminium (2012), Jakobsgatan i Stockholm
- Rubato - free flow, Malmö Live vid kanalen i Malmö, 2015.[4] Skulpturen  invigdes i juni 2015.[5]

### Verk i urval

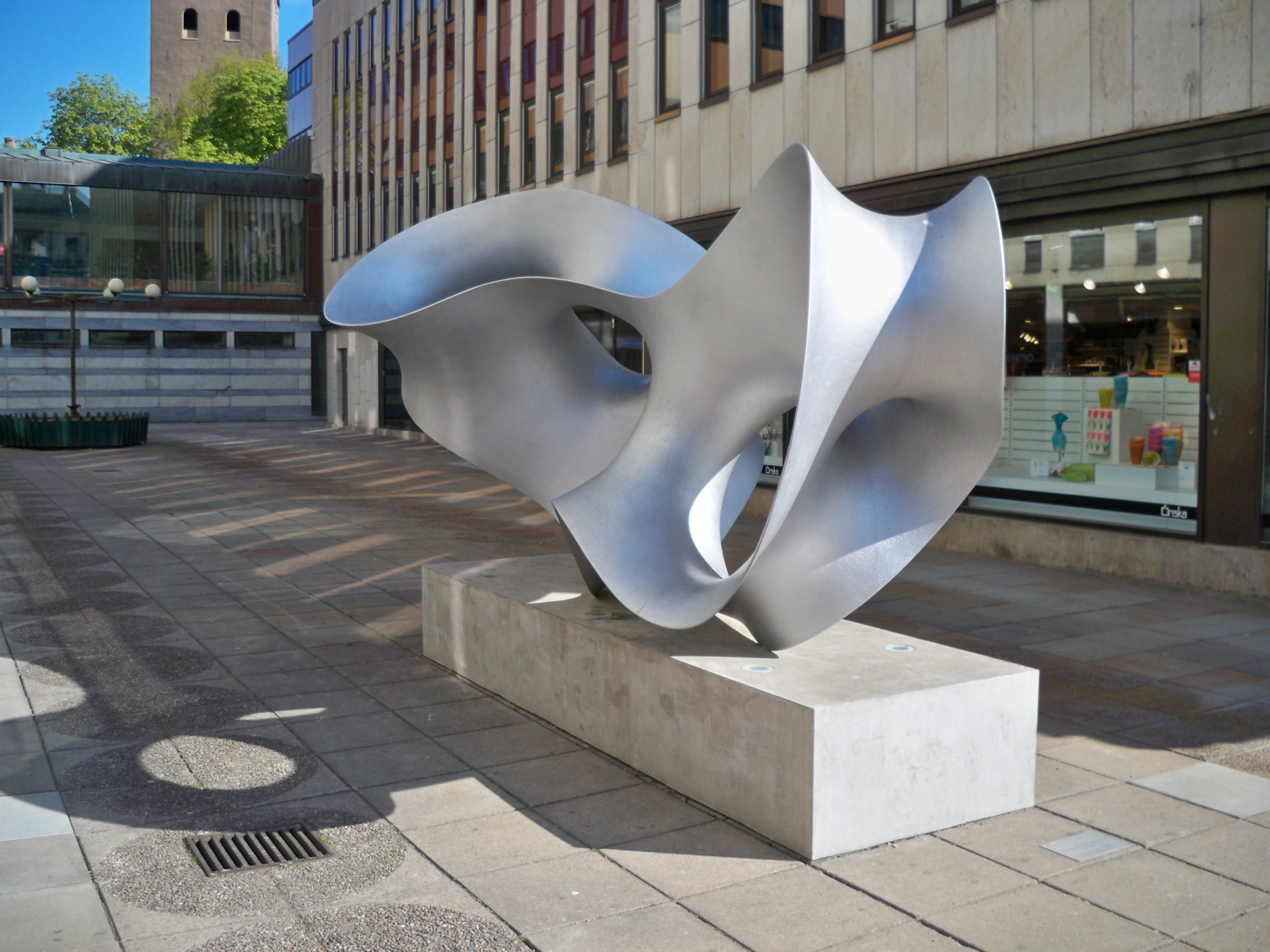
Wholly i Borås.
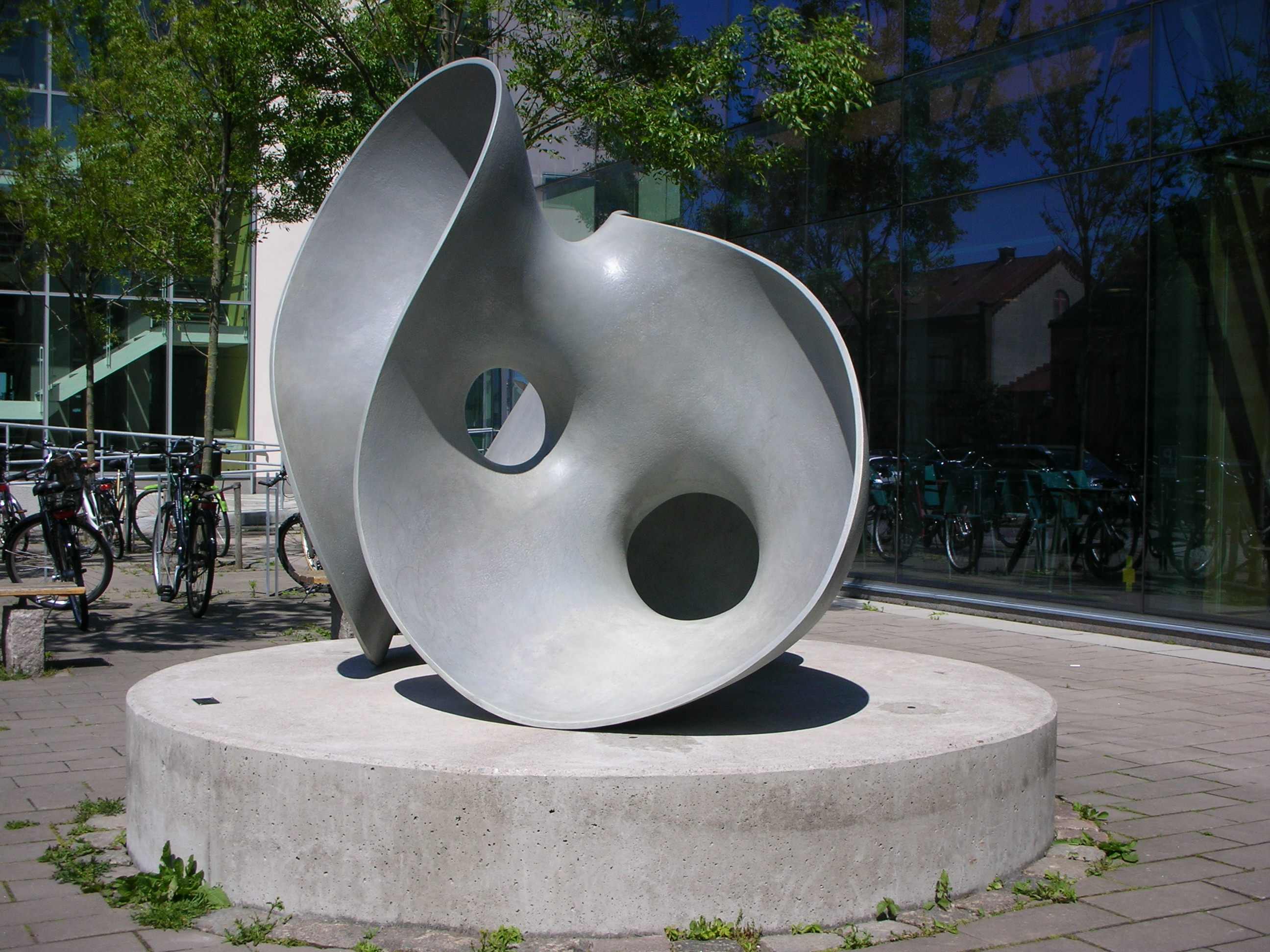
Hålrum vid Campus Varberg.
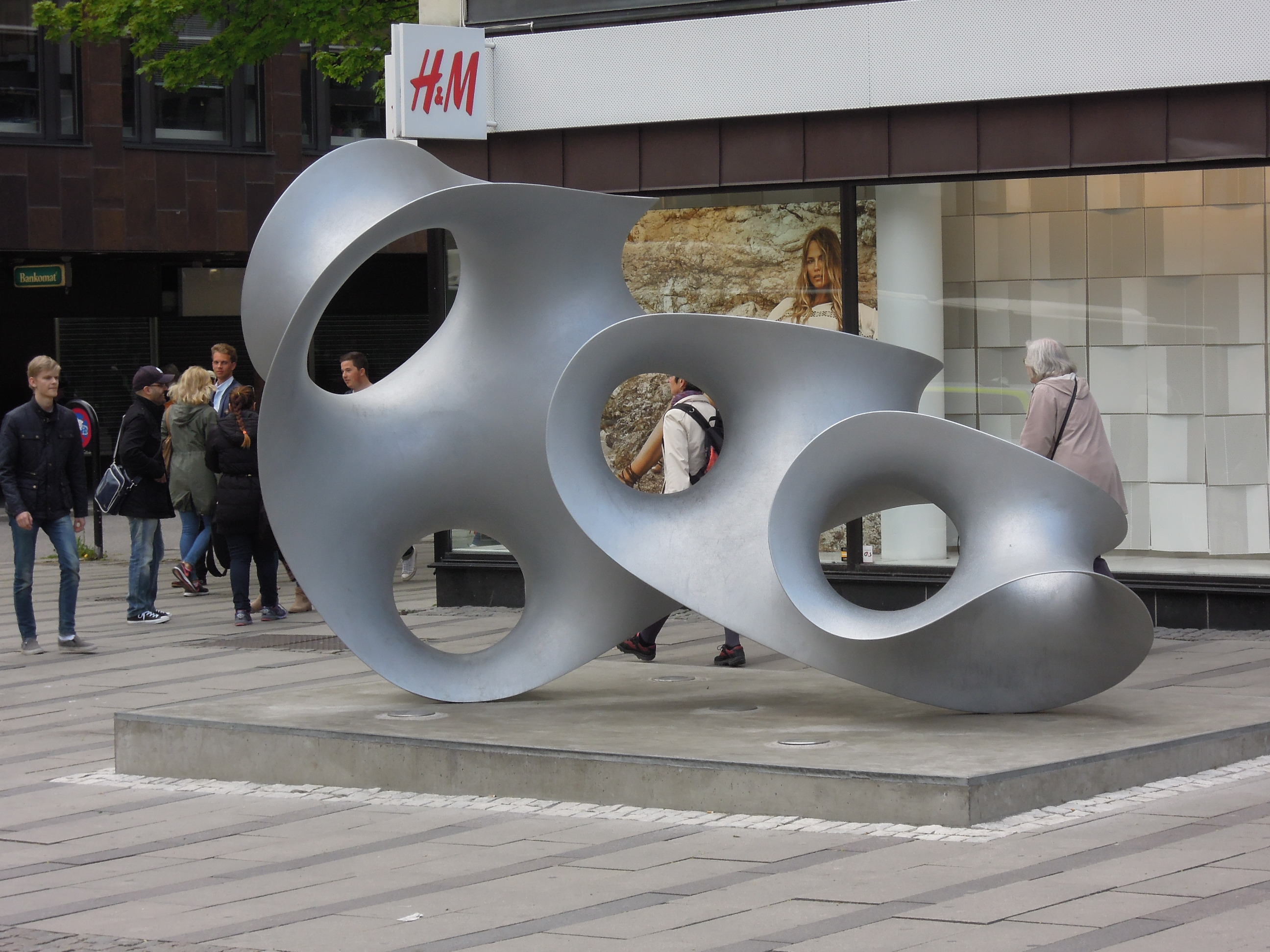
Ply i Västerås.
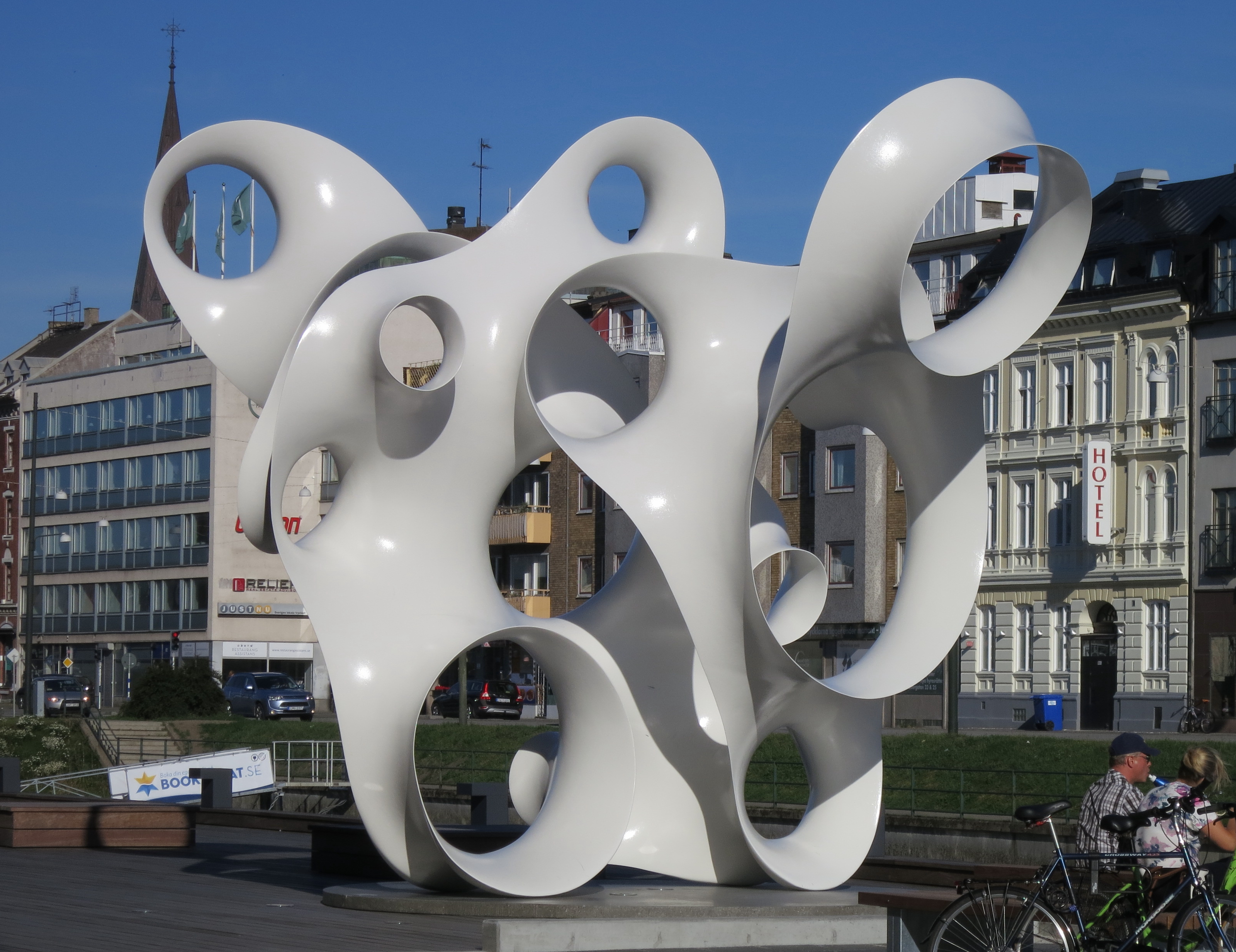
Rubato i Malmö.